# 鎌倉市子育て支援センター
鎌倉市子育て支援センター（かまくらしこそだてしえんせんたー）は、神奈川県鎌倉市が設置している育児や躾などに関する支援機関である。所管部署は鎌倉市こどもみらい部こども相談課。
市内に3センターが設置されている。

## 概要
- 「赤ちゃんひろば」など乳児から幼児、児童にいたる子育てに関するあらゆる事柄について、市から委託された子育てアドバイザーが相談に応じている。

## 各センター
- 鎌倉子育て支援センター

　　鎌倉市御成町20-21 鎌倉市福祉センター
- 深沢子育て支援センター

　　鎌倉市梶原2-33-2 深沢こどもセンター
- 大船子育て支援センター

　　鎌倉市大船2135　小坂子ども会館1階
- 各センターとも基本的に月～金曜日に開館している。また、土曜日に関しても月1回開館している。詳細は各センターホームページを参照[1]。